# Phylliroidae
Die Phylliroidae sind eine Familie mittelgroßer pelagischer Arten der Bäumchenschnecken in der Unterordnung der Nacktkiemer (Nudibranchia). Die drei in tropischen Weltmeeren lebenden gehäuselosen Schneckenarten ernähren sich von Nesseltieren.

## Merkmale
Die Phylliroidae haben einen länglichen, gänzlich durchsichtigen Körper, an dem sich weder Kiemen nach irgendwelche Rückenfortsätze befinden, sie besitzen jedoch zwei glatte Rhinophoren, Fühler, die zum Riechen und der Strömungswahrnehmung dienen. Direkt hinter diesen mündet auf der rechten Seite des Rückens der After. Der Fuß ist stark reduziert.
Die mehrreihige, bei Cephalopyge nur dreireihige Radula kann einen Rhachiszahn mit Zentralhöcker haben. Ein Paar Kiefer ist vorhanden.
Wie andere Hinterkiemerschnecken sind die Phylliroidae Zwitter und haben sehr lange Samenleiter. Die Schnecken begatten sich gegenseitig. Die schalenlosen Veliger-Larven entwickeln sich als Parasiten an Quallen, die von den schnell wachsenden Jungtieren allmählich aufgefressen werden.
Als Adulte schwimmen die Schnecken durch Wellenbewegungen des ganzen Körpers. Sie erbeuten vor allem als Plankton lebende Nesseltiere.

## Systematik
Nach Bouchet und Rocroi (2005) ist die Familie Phylliroidae eine von neun Familien in der Überfamilie Tritonioidea, die wiederum allein die Teilordnung Dendronotida bildet. Zur Familie Phylliroidae gehören zwei Gattungen mit insgesamt drei Arten:
- Phylliroe Péron & Lesueur, 1810 mit 2 Arten: Phylliroe bucephala Lamarck, 1816 und Phylliroe lichtensteinii Eschscholtz, 1825
- Cephalopyge Hanel, 1905, einzige Art: Cephalopyge trematoides (Chun, 1889)

Die Gattungsnamen Bonneviia Pruvot-Fol, 1929, Boopsis Pierantoni, 1923, Ctilopsis André, 1906, Dactylopus Bonnevie, 1921 und Nectophyllirhoe Hoffmann, 1922 sind Synonyme von Cephalopyge Hanel, 1905. Phyllirhoe ist eine Falschschreibung von Phylliroe.